# Домбрувка-Мала (Любуське воєводство)
Домбрувка-Мала (пол. Dąbrówka Mała, нім. Klein Dammer) — село в Польщі, у гміні Щанець Свебодзінського повіту Любуського воєводства.
Населення — 289 осіб (2011).
У 1975-1998 роках село належало до Зеленогурського воєводства.

## Демографія
Демографічна структура станом на 31 березня 2011 року:
|          | Загалом | Допрацездатний вік | Працездатний вік | Постпрацездатний вік |
| -------- | ------- | ------------------ | ---------------- | -------------------- |
| Чоловіки | 147     | 28                 | 114              | 5                    |
| Жінки    | 142     | 32                 | 83               | 27                   |
| Разом    | 289     | 60                 | 197              | 32                   |